# Lac du Tigre
Le lac du Tigre est un lac de la Grande Terre, l'île principale des Kerguelen dans les Terres australes et antarctiques françaises. Il s'agit d'un lac de type « à chapelet » (avec un lac supérieur et un lac inférieur) situé au nord de la péninsule Loranchet.

## Géographie

### Situation
Le lac du Tigre est situé à la base des presqu'îles de la Discovery (au nord) et Rochegude (au sud) sur la péninsule Loranchet au fond de la baie Clémenceau. De la forme lenticulaire, il s'étend sur environ 940 mètres de longueur et 560 mètres de largeur maximales pour environ 0,30 km2 de superficie et est situé à environ 220 m d'altitude dans une dépression formée dans le relief des montagnes environantes. Alimenté par l'eau de fonte des neiges, son excédent s'écoule par un court exutoire dans ce qui peut être considéré comme la partie inférieure du lac, située à 120 m d'altitude, puis se déverse immédiatement dans l'océan Indien au niveau de la baie Clémenceau.

### Toponymie
Du fait de sa localisation au fond de la baie Clémenceau, le lac doit son nom – attribué en 1967 par la commission de toponymie des îles Kerguelen – au surnom de Georges Clemenceau dit « Le Tigre ».